# 東北福祉大学の人物一覧
東北福祉大学の人物一覧（とうほくふくしだいがくのじんぶついちらん）は、東北福祉大学に関係する人物の一覧記事。

## 教職員

### 歴代学長
- 大久保道舟（1968年4月 - 1978年9月）
- 後藤秀弘 （1978年 - 　）
- 萩野浩基（1994年7月 - 2015年10月）
- 大谷哲夫
- 千葉公慈

### 教員
- 渡辺信英（副学長：併・産業マネジメント学部長・大学院総合福祉研究科長・総合福祉学部社会福祉学科教授）
- 伊藤信太郎（客員教授）
- 岩渕勝好（教授：併・産経新聞論説委員・厚生労働省社会保障審議会人口部会委員）
- 小川誠二（特任教授）
- 小野寺五典（客員教授）
- 川島隆太（客員教授）
- 佐々木主浩（特任講師）
- 佐藤伊知子（准教授）
- さとう宗幸（客員教授）
- 菅井邦明（教授・教育学研究科専攻長）
- 西林克彦（教授）
- 福岡政行（客員教授）
- 松本零士（特任教授）
- 義家弘介（特任准教授）
- 山路哲生（専任講師、同学硬式野球部監督）

## 出身者

### 政治
- 中村中 - 島根県江津市長（1期）
- 大嶋一生 - 元栃木県日光市長
- 大友喜助 - 元宮城県角田市長（3期）
- 草間吉夫 - 元茨城県高萩市長（2期）
- 吉沢真澄 - 元新潟県白根市（現・新潟市）長
- 福本亜細亜 - 元葛飾区議会議員、葬儀場経営

### 研究
- 木林身江子 - 介護福祉学、静岡県立大学短期大学部准教授
- 佐々木隆志 - 社会福祉学、静岡県立大学短期大学部教授
- 鈴木幸雄 - 社会福祉学、北海道医療大学教授
- 立石宏昭 - 社会福祉学、九州産業大学教授
- 三上邦彦 - 社会福祉学、岩手県立大学教授

※その他20名以上の研究者を輩出（2021年4月時）

### アナウンサー
- 阿部清人 - アナウンサー、サイエンスショー講師、株式会社MCラボ代表取締役
- 伊東幸子 - アナウンサー、青森放送
- 名護ひと美 - アナウンサー、FM仙台

### 文学
- 佐々木ひとみ - 児童文学作家、第20回椋鳩十児童文学賞

### 芸術
- 伊藤誠吾 - 芸術家

### 芸能
- 藤井敬之 - ロックバンド音速ラインボーカル、ギター
- 町田紀彦 - 音楽プロデューサー
- 剣持直明 - 俳優
- 七海智哉 - 俳優
- 藤本喜久子 - 女優（中退）
- 藤本つかさ - 女優、プロレスラー：アイスリボン
- 渡邊圭祐 - 俳優、モデル、アミューズ所属
- 安藤美乃理 - モデル、リポーター
- 大坂ともお - タレント、ラジオDJ
- 本間秋彦 - タレント、ラジオDJ、番組司会
- マット安川 - ラジオパーソナリティ、プロデューサー、実業家
- 新田匡宏 - パーソナリティ、fmいずみ
- ロジャー大葉 - ローカルタレント、ラジオパーソナリティ

### スポーツ

#### 野球
現役選手
- 石山泰稚（東京ヤクルトスワローズ）
- 長坂拳弥（阪神タイガース）
- 中野拓夢（阪神タイガース）
- 楠本泰史（阪神タイガース）
- 津森宥紀（福岡ソフトバンクホークス）
- 山野太一（東京ヤクルトスワローズ）
- 元山飛優（埼玉西武ライオンズ）
- 椋木蓮 （オリックス・バファローズ）
- 三浦瑞樹（中日ドラゴンズ）
- 大里昂生（オリックス・バファローズ）
- 杉澤龍 （オリックス・バファローズ）
- 八木彬(千葉ロッテマリーンズ)
- 漁府輝羽（福岡ソフトバンクホークス）

引退選手、指導者、関係者
- 長島哲郎（東北楽天ゴールデンイーグルス球団職員）
- 山路哲生（同学硬式野球部監督）
- 上岡良一（同学職員、野球解説者）
- 大塚光二（同学硬式野球部監督）
- 佐々木主浩（日本プロ野球名球会理事・野球解説者・タレント）
- 金本知憲（野球解説者）
- 木谷寿巳
- 小坂勝仁（吉本興業スポーツ部）
- 吉田太
- 矢野燿大（野球解説者）
- 宮川一彦（ベイスターズ・ベースボールアカデミーコーチ）
- 作山和英（福岡ソフトバンクホークススカウト）
- 伊藤博康（東日本国際大学附属昌平高校硬式野球部元監督）
- 浜名千広（野球解説者）
- 岩井隆（花咲徳栄高校硬式野球部監督）
- 斎藤隆（横浜DeNAベイスターズコーチ）
- 三野勝大
- 関根裕之（北海道日本ハムファイターズスカウト）
- 青栁博文（高崎健康福祉大学高崎高校硬式野球部監督）
- 和田一浩（中日ドラゴンズコーチ）
- 門倉健
- 山田貴志
- 小野公誠（東京ヤクルトスワローズ球団職員）
- 村上鉄也（東北楽天ゴールデンイーグルス球団職員）
- 山岡洋之（オリックス・バファローズ打撃投手）
- 鈴木郁洋（SSGランダーズコーチ）
- 松修康
- 柴田博之（野球塾やきゅうまコーチ）
- 奈良将史
- 江花正直（東京ヤクルトスワローズブルペン捕手）
- 吉見祐治（横浜DeNAベイスターズスカウト）
- 歌藤達夫
- 洗平竜也（野球指導者）
- 大須賀允（読売ジャイアンツスカウト）
- 橋本健太郎（阪神タイガース打撃投手）
- 中村公治
- 岸田護（オリックス・バファローズ監督）
- 塩川達也（東北楽天ゴールデンイーグルスコーチ）
- 根元俊一（千葉ロッテマリーンズコーチ）
- 福田聡志
- 真壁賢守
- 松崎伸吾（ミキハウス硬式野球部コーチ）
- 阿部俊人（野球解説者）
- 石田隆司（クラーク記念国際高校女子硬式野球部監督）
- 中根佑二
- 相原和友
- 石原慶幸 (広島東洋カープコーチ)
- 井野卓（東京ヤクルトスワローズコーチ）
- 佐藤優（古川学園高等学校野球部コーチ）
- 笠井駿（ジャイアンツ U15ジュニアユースコーチ）

#### ゴルフ
男子

- 池田勇太
- 岩田寛
- 片岡尚之
- 金谷拓実
- 進藤大典（松山英樹元専属キャディ）
- 谷原秀人
- 谷口拓也
- 幡地隆寛
- 比嘉一貴
- 藤本佳則
- 星野英正
- 松山英樹
- 宮里優作（宮里藍の実兄）
- 和田正義
- 小林伸太郎
- 蟬川泰果
- 米澤蓮
- 永野竜太郎

女子
- 佐伯三貴
- 原江里菜

#### バレーボール
- 佐藤伊知子（同学通信教育部准教授）※日本代表
- 板橋恵
- 藤本幹朗（指導者）
- 吉田あい
- 中野清香
- 佐藤あり紗 ※日本代表
- 渡邊久惠
- 齋藤加奈子
- 堀井有蘭
- 澤田由佳（NECレッドロケッツ川崎）
- 戸部真由香（東レアローズ滋賀）
- 境紗里奈（Astemoリヴァーレ茨城）

#### その他
- 荒井万里絵（フィギュアスケート選手、1998年長野オリンピックペア日本代表）
- 鈴木明子（フィギュアスケート選手、国体2連覇／ユニバーシアード優勝）
- 種田久美子（フィギュアスケート選手）
- 若松詩子（フィギュアスケート選手）
- 西内洋行（トライアスロン選手）
- 佐藤仁徳（元プロボクサー）
- 藤原麻起子（元女子ソフトボール選手）
- 細川進（元ラグビー選手）
- 渡邉和也（陸上競技選手、2014年世界リレー男子4×400m日本代表）